# Philodromus paiki
Espèce
Philodromus paiki est une espèce d'araignées aranéomorphes de la famille des Philodromidae.

## Distribution
Cette espèce se rencontre en Corée du Sud et en Chine.

## Description
Le mâle holotype mesure 6,20 mm et la femelle paratype 6,06 mm.

## Systématique et taxinomie
Cette espèce a été décrite par en Jang, Lee, Yoo & Kim, 2024.

## Étymologie
Cette espèce est nommée en l'honneur de Kap Yong Paik. 

## Publication originale
- Jang, Lee, Yoo & Kim, 2024 : « Description of Philodromus paiki sp. nov. and Philodromus spinitarsis Simon, 1895 (Araneae: Philodromidae) from Korea. » Korean Journal of Environmental Biology, vol. 41, no 4, p. 497-504.